# Glifosat
El glifosat és un herbicida organofosforat no selectiu i sistèmic. És el més utilitzat a tot el món.
Tot i ser promogut com un producte miracle amb poc efectes negatius, amb els anys, el nombre de veus contràries va augmentar. L'ús massiu va fer que després de cinquanta anys d'ús intensiu a tot el planeta, se'n troben residus en molts aliments, inclús en la llet materna.
El producte va ser desenvolupat per la companyia Monsanto Company i comercialitzat amb el nom de Roundup. La patent va caducar el 2000 i ara es comercialitza també amb altres noms per moltes companyies. El glifosat actua en inhibir la capacitat de sintetitzar els aminoàcids aromàtics de les plantes. Penetra dins la planta per les parts verdes i l'herbicida es distribueix a tot el vegetal fins i tot les arrels. És efectiu en la majoria de les plantes anuals i perennes encara que de vegades cal incrementar la dosi o aplicar-lo en el moment de màxima susceptibilitat. No mata en canvi la cua de cavall (Equisetum). Per enginyeria genètica s'ha introduït, a iniciativa de Monsanto, un gen a plantes conreades que les fa resistents contra aquest herbicida no selectiu que mata conreu com males herbes. Amb la resistència introduïda ja es poden ruixar els conreus i les males herbes al mateix temps i el conreu queda desherbat fàcilment.
El seu ús massiu va tenir com a efecte que a Dinamarca i Groenlàndia, ja el 2005 es van trobar a l'aigua freàtica residus de glifosat cinc vegades superiors a la norma.

## Posicions de governs i organitzacions
Encara no és clar a partir de quina exposició pot tenir un efecte en l'ADN. Els experts tampoc no estan d'acord si podria ser cancerigen ni tampoc des de quina intensitat d'exposició esdevindria nociu. L'Organització Mundial de la Salut va instar a la prudència i a continuar estudiant el problema.
El 2015, França va ser el primer país que en va prohibir la venda lliure del producte, molt utilitzat tants pels horticultors com pels jardiners privats, limitant-ne l'ús només per a professionals.
La revisió de la toxicologia de l'Institut Federal Alemany per a la Revisió de Riscos (BfR) el 2013 va trobar que "les dades disponibles són contradictòries i lluny de ser convincents" pel que fa a les correlacions entre l'exposició a formulacions de glifosat i el risc de diversos càncers, incloent el limfoma no hodgkinià (LNH).
Una metanàlisi publicada el 2014 va identificar un major risc de LNH en treballadors exposats a formulacions de glifosat.
El març de 2015, l'Agència Internacional de Recerca sobre el Càncer de l'Organització Mundial de la Salut va classificar el glifosat com "probablement cancerigen en humans" (categoria 2A) basant-se en estudis epidemiològics, estudis en animals i estudis in vitro. Segons va indicar en una recerca el professor Philip J. Landrigan, de l'Escola de Medicina Icahn de Nova York, el risc de càncer a llarg termini per l'exposició a petites quantitats de glifosato és molt preocupant.
Al novembre de 2015, l'Autoritat Europea de Seguretat Alimentària (EFSA) va publicar un informe d'avaluació actualitzat sobre el glifosat, i va concloure que "la substància no és probable que sigui genotòxica (és a dir, que pugui perjudicar l'ADN) o que suposi una amenaça cancerígena per als éssers humans". A més, l'informe final va aclarir que, si bé existeixen altres formulacions que probablement siguin cancerígenes i que continguin glifosat, els estudis "que només busquen el glifosat de substància activa no mostren aquest efecte".
El comitè mixt de l'OMS i la FAO sobre els residus de pesticides va emetre un informe el 2016 que confirma que l'ús de formulacions de glifosat no constitueix un risc per a la salut i també va proporcionar límits d'admissió diaris per a la toxicitat crònica.
L'Agència Europea de Productes Químics (ECHA) manté la seva classificació actual de glifosat com una substància que provoca greus danys als ulls i com a substància tòxica per a la vida aquàtica, però no ha trobat evidències que impliquen al glifosat com un carcinogen, un mutagènic, tòxic per a la reproducció ni tòxic a òrgans específics.
La decisió de l'EFSA i l'informe del BfR van ser criticats en una carta oberta publicada per 96 científics al novembre de 2015, al·legant que l'informe del BfR no s'adhereix als principis científics acceptats de procediments oberts i transparents. L'informe del BfR incloïa dades no publicades, mancava d'autoria, ometia referències i no revelava informació sobre conflictes d'interès.
Al setembre de 2017, The Guardian va informar que les seccions de l'Informe d'avaluació de renovació elaborat pel BfR i utilitzades per l'EFSA van ser copiades d'un estudi realitzat per Monsanto. Algunes seccions de la còpia contenien petits canvis, com ara l'ús de l'ortografia britànica en comptes de les formes americanes, però altres es van copiar paraula per paraula, incloent la majoria dels documents revisats per experts que es van utilitzar en l'informe. The Guardian va informar que un portaveu de Monsanto va dir que es va permetre a EFSA que els informes de renovació s'escrivissin d'aquesta manera a causa del gran volum d'estudis toxicològics presentats.
Malgrat els anteriors dubtes i irregularitats, al novembre de 2017, la Unió Europea va aprovar la renovació del permís d'ús del glifosat per a cinc anys més. Abans de finalitzar 2023 la Unió Europea ha de decidir si prorroga o no aquest permís.